# Nora (Illinois)
Nora es una villa ubicada en el condado de Jo Daviess en el estado estadounidense de Illinois. En el Censo de 2010 tenía una población de 121 habitantes y una densidad poblacional de 51,45 personas por km².

## Geografía
Nora se encuentra ubicada en las coordenadas 42°27′23″N 89°56′44″O / 42.45639, -89.94556. Según la Oficina del Censo de los Estados Unidos, Nora tiene una superficie total de 2.35 km², de la cual 2.35 km² corresponden a tierra firme y (0%) 0 km² es agua.

## Demografía
Según el censo de 2010, había 121 personas residiendo en Nora. La densidad de población era de 51,45 hab./km². De los 121 habitantes, Nora estaba compuesto por el 98.35% blancos, el 0% eran afroamericanos, el 0% eran amerindios, el 0% eran asiáticos, el 0% eran isleños del Pacífico, el 0% eran de otras razas y el 1.65% pertenecían a dos o más razas. Del total de la población el 2.48% eran hispanos o latinos de cualquier raza.